# 153 Hilda
Hilda (asteroide 153) é um asteroide da cintura principal com um diâmetro de 170,63 quilómetros, a 3,4230072 UA. Possui uma excentricidade de 0,1414429 e um período orbital de 2 907,71 dias (7,96 anos).
153 Hilda tem uma velocidade orbital média de 14,91672269 km/s e uma inclinação de 7,83913º.
Este asteroide foi descoberto em 2 de Novembro de 1875 por Johann Palisa.